# Cosmoscarta pellucida
Cosmoscarta pellucida är en insektsart som beskrevs av Butler 1874. Cosmoscarta pellucida ingår i släktet Cosmoscarta och familjen spottstritar. Inga underarter finns listade i Catalogue of Life.